# George Davis Snell
George Davis Snell (19. prosince 1903 – 6. června 1996) byl americký genetik. Spolu s Barujem Benacerrafem a Jeanem Daussetem získali v roce 1980 Nobelovu cenu za fyziologii a medicínu, za objev genu hlavního histokompatibilního komplexu. Tyto geny kódují molekuly buněčného povrchu, které jsou důležité pro imunitní systém, aby byl schopen odlišit vlastní (buňky) od cizích.
Snell se narodil v Bradfordu v USA. Doktorát Ph.D. získal na Harvardově univerzitě roku 1930. V roce 1935 se Snell dostal do The Jackson Laboratory.
V roce 1988 publikoval knihu Search for a rational ethic. 
Snell zemřel 6. června 1996 v Bar Harbor v Maine.